# جون ك. تالبوت
جون ك. تالبوت (بالإنجليزية: John C. Talbot)‏ هو سياسي أمريكي، ولد في 1784، وتوفي في 1860. حزبياً، نشط في الحزب الديمقراطي. وقد انتخب عضو مجلس نواب مين.